# Mordor
Mordor er et fiktivt land, der optræder i fantasy-romanerne om Ringenes Herre af den engelske forfatter J.R.R. Tolkien. Mordor omtales i bøgerne som stedet, hvor mørkets fyrste Sauron hersker. I filmene fremstilles Mordor som et goldt og øde sted omgivet af sorte bjerge. I disse bjerge findes orkertårnet Cirith Ungol. Desuden findes Minas Morgul i disse bjerge.
Det meste af landet er dækket af aske fra Dommedagsbjerget. Mordor er desuden stedet hvor man finder Saurons fæstning Barad-dûr, der blev bygget mellem 1000 og 1600 i Den Anden Tidsalder. 